# Santiago García Pinzón
Santiago García Pinzón (Bogotá, 20 de diciembre de 1928- ib, 23 de marzo de 2020) fue un actor, director y dramaturgo colombiano. Director del teatro  La Candelaria, de Bogotá, Colombia. Militante activo del Partido Comunista colombiano durante muchos años. Participó también en varias producciones de cine y televisión.

## Biografía
Santiago García se graduó como arquitecto en la Universidad Nacionalde Colombia. También realizó estudios en la Escuela de Bellas Artes de París y en el Instituto Universitario de Venecia. Fue alumno  del director de teatro japonés Seki Sano (1957). Asistió al Berliner Ensemble en Alemania, bajo la dirección de Helene Weigel. Estudió también en la Universidad Carolina de Praga, en Actors Studio de Nueva York y en la Universidad de Teatro de las Naciones en Vincennes, Francia..

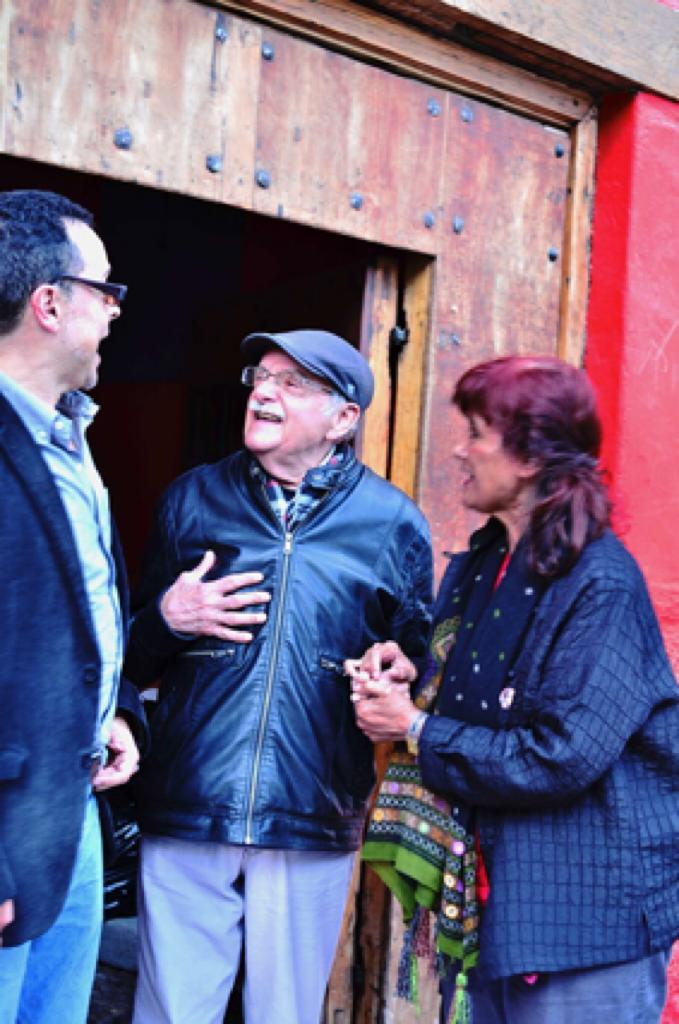
García junto a Patricia Ariza frente al Teatro La Candelaria en 2017.

Santiago García fue fundador del teatro El Búho en 1958 y luego,  junto a otros artistas como  Fernando Mendoza, Gustavo Angarita, Vicky Hernández, Patricia Ariza, Francisco Martínez, Carlos José Reyes y otros amigos del arte fundaron el 6 de junio de 1966, la Casa de la Cultura, que posteriormente se llamará teatro La Candelaria. Escribió varias obras teatrales de forma individual y  colectiva. Participó en el montaje de obras de teatro como Guadalupe, años sin cuenta, Diez días que estremecieron al mundo, Diálogo del rebusque entre otras. Fue director invitado en México, Estados Unidos, Cuba y Costa Rica. Actuó en la película Milagro en Roma, con argumentos del escritor Gabriel García Márquez. 

## Legado
Santiago García a lo largo de su carrera, estuvo vinculado con al menos 45 grandes producciones teatrales. Retirado de las tablas, se dedicó a la pintura. En marzo de 2012, fue declarado embajador mundial del Teatro por parte del Instituto Internacional del Teatro (ITI) de la Unesco. En 2019 Santiago García  recibe la Medalla al Mérito Cultural por sus aportes y legado al teatro colombiano.
Su salud se deterioró a causa del alzheimer que padecía. Falleció el 23 de marzo de 2020 en Bogotá, Colombia, a los noventa y un años.